# 上石津町立多良中学校
上石津町立多良中学校（かみいしづちょうりつ たらちゅうがっこう）は、かつて岐阜県養老郡上石津町（現・大垣市）にあった公立中学校。

## 概要
- 校区は上石津町中部（旧・多良村）であった。1975年、上石津町内の3つの中学校（日彰中学校・多良中学校・時中学校）を統合し、上石津中学校の新設により廃校。
- 跡地は大垣市上石津郷土資料館になっており、多良中学校の跡を示す石碑がある。

## 沿革
- 1947年（昭和22年）4月1日 - 養老郡多良村に多良村立多良中学校として開校。校舎は旧・多良バス[注釈 2]の建物等を使用。
- 1948年（昭和23年）7月10日 - 西高木家邸宅跡地に校舎を新築し、移転。
- 1953年（昭和28年）8月8日 - 屋内体育館が完成。
- 1955年（昭和30年）1月15日 - 牧田村、一之瀬村、多良村、時村が合併し、上石津村が発足。同時に上石津村立多良中学校に改称する。
- 1961年（昭和36年）1月5日 - 特別教室が完成。
- 1969年（昭和44年）4月1日 - 町制施行し上石津町となる。同時に上石津町立多良中学校に改称する。
- 1967年（昭和42年） - 中学校統合問題審議会が発足。
- 1973年（昭和48年）2月 - 上石津町議会で、中学校統合決議がなされる。
- 1975年（昭和50年）
  - 3月22日　- 閉校式を行う。
  - 3月31日 - 廃校。